# Palácio da Revolução
O Palácio da Revolução é o edifício principal do Complexo Praça da Revolução (Plaza de la Revolución em espanhol), localizado na cidade de Havana. Nele estão a sede da Presidência da República, do Conselho de Ministros e do Comitê Central do PCC.

## Antecedentes
A ordem de construção foi dada ainda na fase republicana, pelo então presidente Carlos Prío para ser a sede do Tribunal Supremo e da Procuradoria Geral da República. Foi projetado pelo arquiteto Pérez Benoita em 1943 e sua construção começou uma década depois, sob o comando de Max Borges, terminando em 1957. Mais tarde, após o mandato de Fulgencio Batista, foi acrescentado ao edifício o projeto da praça cívica, hoje Praça da Revolução de José Martí.

## Sede do poder em Cuba
Em 1965 o novo governo, liderado por Fidel Castro e Osvaldo Dorticós, ordenou a mudança da sede do governo e do estado para o Palácio da Revolução, substituindo o até então Palácio Presidencial (atual Museu da Revolução).
O edifício está dividido em três partes, com a primeira abrigando os escritórios do Conselho de Ministros, a segunda abrigando a sede do Conselho de Estado (até 2019) e os escritórios do Presidente e do Primeiro Vice-Presidente do Estado cubano, e a terceira abrigando o Comitê Central do PCC.
Desde a promulgação da Constituição da República de 2019, em que foi reajustado a estrutura do Estado e do Governo, manteve-se nesta sede o Comitê Central do PCC e o Conselho de Ministros, que juntamente com o Primeiro-Ministro formam o Governo da República. O Conselho de Estado, entretanto, por se tratar de uma representação da Assembleia Nacional, transferiu sua nova sede institucional para o Capitólio da República. Os gabinetes do Presidente e do Vice-Presidente foram mantidos nesta sede com o nome de Presidência da República.
Dois dos lugares mais reconhecidos do palácio são o Salão das Samambaias, nomeado pelo grande número de plantas de samambaia que o condicionam e de onde o presidente de Cuba recebe os líderes internacionais que visitam a nação. O segundo lugar é o Gabinete Presidencial, durante muitos anos local de trabalho de Fidel Castro, não sabendo-se se seu irmão Raúl Castro o utilizou enquanto exerceu a presidência cubana.
O palácio também possui, além de seus escritórios, um teatro, um mini cinema e um hospital. Há muito pouca informação sobre o local, pois muito pouco é divulgado em nível nacional sobre sua estrutura.